# 廖任磊
廖 任磊（リャオ・レンレイ、1993年8月30日 - ）は、台湾（中華民国）桃園県出身のプロ野球選手（投手）。CPBLの富邦ガーディアンズ所属。右投右打。弟はCPBLの台鋼ホークスに所属している廖乙忠。

## 経歴

### プロ入り前
桃園市光明青少棒隊でプレーした後、野球留学で来日して岡山県共生高等学校へ入学し、3年間を過ごした。高校3年次には2011年夏の第93回全国高等学校野球選手権大会岡山県予選ではベスト8に進出した。埼玉西武ライオンズの呉念庭は高校の同級生。
岡山県共生高卒業後の2012年4月に台湾へ帰国した。開南大学へ進学したが休学。

### パイレーツ傘下時代
2014年にメジャーリーグベースボール（MLB）のピッツバーグ・パイレーツへ入団し、2015年までパイレーツの傘下ルーキーリーグで2年間プレーした。同年に台湾へ戻り大学へ復学し、アジアウインターリーグの台湾アマチュア代表に選出され、クローザーとして出場する。2016年6月に開南大学を卒業。日本の高校に3年間在籍していたことにより、日本プロ野球の新人選手選択会議規約第1条の「日本高等学校野球連盟加盟の高校に在学した経験を持ち」に該当しドラフト指名対象となり、2016年のドラフト会議で読売ジャイアンツが7位指名した。NPBでは外国人枠の適用を受けず日本人選手扱いとなる。背番号はかつて呂明賜が使用していた「97」。

### 巨人時代
2017年は一軍出場はなく、二軍で中継ぎとして14試合に登板し1勝1敗1セーブ、防御率5.27を記録。
2018年は二軍で17試合に登板し2勝0敗、防御率2.79と成績を向上させたが、前年同様に一軍出場を果たせず、10月26日に球団より戦力外通告を受けた。同年11月13日にタマホームスタジアム筑後で行われた12球団合同トライアウトに参加。シート打撃形式で打者3人に安打を打たせず、球速は最速152km/hを記録した。同月28日に埼玉西武ライオンズが獲得を発表した。

### 西武時代
2019年は、4月3日の千葉ロッテマリーンズ戦でプロ初登板を果たしたが、一軍での登板は3試合にとどまり、同年オフに再び戦力外通告を受けた。

### 日本球界退団後
西武からの戦力外通告後はトライアウトには参加せず母国に戻り、11月に中華職業棒球大聯盟（CPBL）に2020年シーズンから再加入予定の味全ドラゴンズの練習に参加。歳内宏明・エディソン・バリオスらと共にアジア・ウィンター・リーグの期間限定のスポット契約を結んだ。
2020年2月には中信兄弟の練習に参加。のちにセルフトレーニング契約を結び、二軍戦で登板している。

### 味全時代
2020年7月に開催されたCPBLのドラフト会議で味全ドラゴンズから1位指名を受けた。
2021年3月14日の統一ライオンズ戦でCPBL初登板を記録した。同月23日の楽天モンキーズ戦ではプロ初ホールドをマークしたが、9月2日までの36試合（33イニング）で1勝3敗8ホールド、防御率6.00、24四死球と安定感がなく、2軍に降格した。10月1日に一軍に再昇格し、同月2日の中信兄弟戦でプロ初セーブを収めた。
2024年オフに球団に退団を申し入れ、保留選手名簿から外れた。

### 富邦時代
2025年1月13日に富邦ガーディアンズと契約を結んだ。

## 選手としての特徴
201cmの長身から最速155km/hの直球を持ち味とする。変化球はスライダー、チェンジアップを投げる。コントロールが課題。

## 人物
ドラフト候補のプロフィールは身長201cm、体重125kg。ドラフト指名選手の身長、体重が明確になった1966年2次以降では、最長身、最重量。200cm、120kgを超える選手は初めてという。
岡山共生高に在学した際、恵まれた体格がプロレス団体の目に留まり、スカウトされたことがあった。

## 詳細情報

### 年度別投手成績
| 年 度     | 球 団     | 登 板 | 先 発 | 完 投 | 完 封 | 無 四 球 | 勝 利 | 敗 戦 | セ 丨 ブ | ホ 丨 ル ド | 勝 率 | 打 者 | 投 球 回 | 被 安 打 | 被 本 塁 打 | 与 四 球 | 敬 遠 | 与 死 球 | 奪 三 振 | 暴 投 | ボ 丨 ク | 失 点 | 自 責 点 | 防 御 率 | W H I P |
| --------- | --------- | ----- | ----- | ----- | ----- | -------- | ----- | ----- | -------- | ----------- | ----- | ----- | -------- | -------- | ----------- | -------- | ----- | -------- | -------- | ----- | -------- | ----- | -------- | -------- | ------- |
| 2019      | 西武      | 3     | 0     | 0     | 0     | 0        | 0     | 0     | 0        | 0           | ----  | 14    | 3.0      | 4        | 1           | 0        | 0     | 1        | 4        | 0     | 0        | 1     | 1        | 3.00     | 1.33    |
| 2021      | 味全      | 43    | 3     | 0     | 0     | 0        | 1     | 4     | 1        | 8           | .200  | 230   | 48.2     | 50       | 6           | 34       | 0     | 5        | 34       | 4     | 0        | 30    | 27       | 4.99     | 1.73    |
| 2022      | 味全      | 18    | 7     | 0     | 0     | 0        | 1     | 6     | 1        | 4           | .143  | 215   | 49.1     | 40       | 3           | 29       | 0     | 3        | 26       | 2     | 0        | 30    | 26       | 4.74     | 1.40    |
| 2023      | 味全      | 13    | 0     | 0     | 0     | 0        | 0     | 1     | 0        | 0           | .000  | 84    | 17.1     | 21       | 2           | 11       | 0     | 2        | 15       | 0     | 0        | 11    | 11       | 5.71     | 1.85    |
| 2024      | 味全      | 5     | 0     | 0     | 0     | 0        | 0     | 0     | 0        | 1           | ----  | 24    | 4.2      | 7        | 1           | 4        | 0     | 0        | 1        | 0     | 0        | 6     | 6        | 11.57    | 2.36    |
| NPB：1年  | NPB：1年  | 3     | 0     | 0     | 0     | 0        | 0     | 0     | 0        | 0           | ----  | 14    | 3.0      | 4        | 1           | 0        | 0     | 1        | 4        | 0     | 0        | 1     | 1        | 3.00     | 1.33    |
| CPBL：4年 | CPBL：4年 | 79    | 10    | 0     | 0     | 0        | 2     | 11    | 2        | 13          | .154  | 553   | 120.0    | 118      | 12          | 78       | 0     | 10       | 76       | 6     | 0        | 77    | 70       | 5.25     | 1.63    |

- 2024年度シーズン終了時

### 年度別守備成績
| 年 度    | 球 団    | 投手  | 投手  | 投手  | 投手  | 投手  | 投手     |
| 年 度    | 球 団    | 試 合 | 刺 殺 | 補 殺 | 失 策 | 併 殺 | 守 備 率 |
| -------- | -------- | ----- | ----- | ----- | ----- | ----- | -------- |
| 2019     | 西武     | 3     | 2     | 1     | 0     | 0     | 1.000    |
| 2021     | 味全     | 43    | 2     | 3     | 2     | 0     | .714     |
| 2022     | 味全     | 18    | 1     | 9     | 0     | 0     | 1.000    |
| 2023     | 味全     | 13    | 2     | 4     | 0     | 0     | 1.000    |
| 2024     | 味全     | 5     | 0     | 2     | 0     | 0     | 1.000    |
| NPB通算  | NPB通算  | 3     | 2     | 1     | 0     | 0     | 1.000    |
| CPBL通算 | CPBL通算 | 79    | 5     | 18    | 2     | 0     | .920     |

- 2024年度シーズン終了時

### 記録
投手記録
NPB
- 初登板：2019年4月3日、対千葉ロッテマリーンズ2回戦（メットライフドーム）、9回表に4番手で救援登板・完了、1回無失点
- 初奪三振：同上、9回表にケニス・バルガスから見逃し三振

CPBL
- 初登板：2021年3月14日、対統一ライオンズ1回戦（台南市立野球場）、8回裏に4番手で救援登板・完了、1回無失点
- 初奪三振：同上、8回裏に蘇智傑から空振り三振
- 初ホールド：2021年3月23日、対楽天モンキーズ1回戦（桃園国際野球場）、8回裏に5番手で救援登板・完了、1回無失点
- 初セーブ：2021年10月2日、対中信兄弟22回戦（台中インターコンチネンタル野球場）、10回裏に6番手で救援登板・完了、1回無失点

### 背番号
- 97（2017年 - 2018年）
- 50（2019年）
- 102（2020年4月 - 同年7月）
- 30（2020年9月 - 2021年）
- 11（2022年 - 2024年）
- 13（2025年 - ）

### 代表歴
- 2015年アジア野球選手権大会チャイニーズタイペイ代表